# Onawa (Iowa)
Onawa es una ciudad ubicada en el condado de Monona en el estado estadounidense de Iowa. En el Censo de 2010 tenía una población de 2998 habitantes y una densidad poblacional de 223,12 personas por km².

## Geografía
Onawa se encuentra ubicada en las coordenadas 42°1′36″N 96°5′26″O / 42.02667, -96.09056. Según la Oficina del Censo de los Estados Unidos, Onawa tiene una superficie total de 13.44 km², de la cual 13.44 km² corresponden a tierra firme y (0%) 0 km² es agua.

## Demografía
Según el censo de 2010, había 2998 personas residiendo en Onawa. La densidad de población era de 223,12 hab./km². De los 2998 habitantes, Onawa estaba compuesto por el 96.4% blancos, el 0.43% eran afroamericanos, el 1.67% eran amerindios, el 0.33% eran asiáticos, el 0% eran isleños del Pacífico, el 0.13% eran de otras razas y el 1.03% pertenecían a dos o más razas. Del total de la población el 1.17% eran hispanos o latinos de cualquier raza.